# Ємельянов Сергій Олександрович
Сергій Олександрович Ємельянов (28 травня 1993) — український спортсмен з параканое. 2 разовий Чемпіон Літніх Паралімпійських ігор(2016—2021) Заслужений майстер спорту України.
Представляє Волинську область, місто Луцьк.
Не виступає за збірну України з 2022 року. Планує відновити виступи на міжнародних змаганнях у 2025 році[джерело?].

## Відзнаки та нагороди
- Орден «За заслуги» III ст. (4 жовтня 2016) — За досягнення високих спортивних результатів на XV літніх Паралімпійських іграх 2016 року в місті Ріо-де-Жанейро (Федеративна Республіка Бразилія), виявлені мужність, самовідданість та волю до перемоги, утвердження міжнародного авторитету України[1].
- Орден «За заслуги» II ст. (5 жовтня 2021) — За досягнення високих спортивних результатів на XVI літніх Параолімпійських іграх 2020 року в місті Токіо (Японія), виявлені мужність, самовідданість та волю до перемоги, утвердження міжнародного авторитету України[джерело?].